# Richard Gay
Richard Gay (ur. 6 marca 1971 w Chamonix) – francuski narciarz, specjalista narciarstwa dowolnego. Jego największym sukcesem jest brązowy medal w jeździe po muldach wywalczony na igrzyskach olimpijskich w Salt Lake City. Na mistrzostwach świata najlepszy wynik osiągnął podczas mistrzostw świata w Whistler, gdzie zajął 4. miejsce w jeździe po muldach. Najlepsze wyniki w Pucharze Świata osiągnął w sezonie 2000/2001, kiedy to zajął 10. miejsce w klasyfikacji generalnej, a w klasyfikacji jazdy po muldach był czwarty.
W 2004 r. zakończył karierę.

## Osiągnięcia

### Igrzyska olimpijskie
| Miejsce | Dzień     | Rok  | Miejscowość    | Konkurencja      | Zwycięzca     |
| ------- | --------- | ---- | -------------- | ---------------- | ------------- |
| 3.      | 12 lutego | 2002 | Salt Lake City | Jazda po muldach | Janne Lahtela |

### Mistrzostwa świata
| Miejsce | Dzień       | Rok  | Miejscowość | Konkurencja                 | Zwycięzca       |
| ------- | ----------- | ---- | ----------- | --------------------------- | --------------- |
| 12.     | 10 marca    | 1999 | Meiringen   | Jazda po muldach            | Janne Lahtela   |
| 5.      | 14 marca    | 1999 | Meiringen   | Jazda po muldach podwójnych | Johann Grégoire |
| 4.      | 19 stycznia | 2001 | Whistler    | Jazda po muldach            | Mikko Ronkainen |
| 9.      | 21 stycznia | 2001 | Whistler    | Jazda po muldach podwójnych | Stéphane Yonnet |

### Puchar Świata

#### Miejsca w klasyfikacji generalnej
- sezon 1994/1995: 100.
- sezon 1995/1996: 53.
- sezon 1996/1997: 37.
- sezon 1997/1998: 98.
- sezon 1998/1999: 27.
- sezon 1999/2000: 23.
- sezon 2000/2001: 10.
- sezon 2001/2002: 34.
- sezon 2002/2003: 101.
- sezon 2003/2004: 213.

#### Miejsca na podium
1. Hasliberg – 23 marca 1996 (Jazda po muldach) – 3. miejsce
2. Heavenly Valley – 23 stycznia 1999 (Jazda po muldach) – 2. miejsce
3. Heavenly Valley – 23 stycznia 1999 (Jazda po muldach) – 2. miejsce
4. Steamboat Springs – 15 grudnia 2001 (Muldy podwójne) – 1. miejsce
5. Whistler – 26 stycznia 2002 (Jazda po muldach) – 3. miejsce
6. Madarao – 10 marca 2002 (Jazda po muldach) – 2. miejsce